# Härnösands stifts riksdagsmän i prästeståndet
Följande personer företrädde Härnösands stift i prästeståndet vid Sveriges ståndsriksdag. Listan är komplett för ståndsriksdagarna 1809–1866 men inkluderar inte tidigare riksdagar.
Enligt 1810 års riksdagsordning var biskopen i varje stift självskriven ledamot i prästeståndet. Härnösands stift skulle bland sina kyrkoherdar utse tre ledamöter, och komministrarna i stiftet hade möjlighet att inom sig utse ytterligare en ledamot.

### Riksdagen 1809–1810
- Biskop Carl Gustaf Nordin
- Jonas Genberg
- Abraham Renström

### Urtima riksdagen 1810
- Biskop Carl Gustaf Nordin
- Isak Nordmark
- Abraham Renström
- Abraham Sundberg

### Urtima riksdagen 1812
(Biskopsposten vakant)
- Daniel Backman
- Jonas Genberg
- Abraham Renström

### Urtima riksdagen 1815
- Biskop Erik Abraham Almquist
- Daniel Backman
- Abraham Renström
- Nils Ström

### Urtima riksdagen 1817–1818
- Biskop Erik Abraham Almquist
- Daniel Backman
- Jonas Genberg
- Abraham Renström

### Riksdagen 1823
- Biskop Erik Abraham Almquist
- Johan Olof Arbman (intog sin plats 28/2 1823)[3]
- Isak Grape
- Johan Häggblad

### Riksdagen 1828–1830
- Biskop Erik Abraham Almquist (frånvarande)
- Olof Dillner (till 12/9 1829)[4]
  - Daniel Backman (från 21/9 1829)
- Isak Grape
- Johan Häggblad

### Urtima riksdagen 1834–1835
- Biskop Frans Michael Franzén
- Laurentius Edvall
- Carl Peter Lindahl (till 3/2 1835)[5]
  - Carl Johan Holm (från 23/3 1835)
- Johan Risberg

### Riksdagen 1840–1841
- Biskop Frans Michael Franzén
- Anders Abraham Grafström
- Anders Sidner
- Adolf Säve

### Urtima riksdagen 1844–1845
- Biskop Frans Michael Franzén (frånvarande)
- Anders Abraham Grafström
- Anders Sidner
- Adolf Säve

### Riksdagen 1847–1848
- Biskop Israel Bergman (från 26/4 1848)[6]
- Anders Abraham Grafström
- Anders Sidner
- Adolf Säve

### Riksdagen 1850–1851
- Biskop Israel Bergman
- Anders Abraham Grafström
- Carl Johan Holm
- Adolf Säve

### Riksdagen 1853–1854
- Biskop Israel Bergman
- Nils Nordlander
- Jonas Bernhard Runsten
- Adolf Säve

### Riksdagen 1856–1858
- Biskop Israel Bergman
- Nils Nordlander
- Erik Olof Sundberg (död 24/4 1857)
  - Jonas Bernhard Runsten (från 12/6 1857)
- Adolf Säve

### Riksdagen 1859–1860
- Biskop Israel Bergman
- Esbjörn Bergman
- Erik Peter Lodell
- Nils Nordlander
- Adolf Säve

### Riksdagen 1862–1863
- Biskop Israel Bergman
- Pehr Lithner
- Nils Nordlander
- Jonas Bernhard Runsten

### Riksdagen 1865–1866
- Biskop Anders Fredrik Beckman
- Jakob Albert Englund
- Erik Anders Rosenius (död 31/5 1866)[7]
- Jonas Bernhard Runsten